# Roberto Monti
Roberto Monti (Forlì, 10 ottobre 1959) è un ex arbitro di calcio a 5 italiano.

## Biografia
È noto soprattutto per essere stato un arbitro di calcio di Serie A (calcio a 5). Faceva parte della sezione AIA di Forlì.
Dopo aver cominciato l'attività nel 1977, viene promosso alla C.A.N. 5 nel 1990.
Arbitra la Finale di Supercoppa Italiana Futsal del 1991 tra Torrino Roma ed E.T Prato che si disputava fra chi vinceva la Coppa Italia Nazionale e la Coppa Italia delle Regioni.
La finale di ritorno della Coppa Italia 1993 tra Ladispoli e Torrino, nel 1995 La Finale del Torneo Nazionale delle Regioni Calcio a 5 tra Veneto e Lazio. Nel 1997 La Finale Scudetto del Campionato Italiano Bnl Roma - Milano ultima Finale della storia del Calcio a 5 disputata all'aperto precisamente al Foro Italico di Roma.
Nel 2000 La Finale Scudetto del Campionato Italiano fra Genzano - Lazio, riceve nello stesso anno l'ambito Premio Zampieron, destinato ai migliori arbitri italiani. 
Al termine della stagione 2001-2002, conclude la carriera di arbitro per anzianità nel ruolo, con un totale di 206 presenze nella massima divisione. In carriera ha diretto numerose "classiche" del campionato italiano calcio a cinque.
Nella stagione 2002-2003 viene nominato Responsabile del Settore Tecnico Aia Calcio a cinque, incarico che ricoprirà per tre anni. Nel 2006-2007 viene nominato vicecommissario della C.A.N. 5, nella quale si occupa della designazione degli arbitri relativamente alle gare di competenza della commissione. Nel gennaio 2009 diventa Arbitro Benemerito AIA.
Nel 2009-10 viene nominato Responsabile calcio a cinque Regionale Emilia-Romagna, incarico che lascia
dimettendosi nel giugno 2012. 
Nell'ottobre del 2012 partecipa alle elezioni del Comitato Nazionale AIA, candidandosi con Robert Boggi. Nei mesi seguenti, dopo aver fatto un'indagine personale sulla violenza verso gli Arbitri, dove dimostrava con le prove dei comunicati ufficiali FIGC di tutti i Comitati che in un anno più di 600 Arbitri erano stati aggrediti e malmenati, veniva allontanato dall'AIA Associazione Italiana Arbitri perché divulgava queste notizie alla stampa, al CONI e a tutte le Sezioni AIA d'Italia.
Nel settembre 2013 entra a far parte del CSI Forlì, attualmente è Docente Regionale CSI e Responsabile della Commissione Arbitri Provinciale CSI Forlì.